# هپی ولی (نیومکزیکو)
هپی ولی (به انگلیسی: Happy Valley) یک منطقهٔ مسکونی در ایالات متحده آمریکا است که در شهرستان ادی، نیومکزیکو واقع شده‌است. هپی ولی ۵۱۹ نفر جمعیت دارد و ۹۷۸٫۱۲ متر بالاتر از سطح دریا واقع شده‌است.